# 漕平银
漕平银，是清朝的一种虚银两，是征收漕粮折色时称量银两的标准。一般漕平银一两约为36.66克，比库平银少0.7克。漕平银在中華民國初年（例如中華民国五年（1916年））依舊沿用。